# 鹹蝦燦
鹹蝦燦，亦作鹹蝦撐。是澳門人對土生葡人的謔稱。

## 由來
舊時，澳門小埠近海盛產「鹹蝦膏」，土生葡萄牙人亦喜歡以此佐食，有些會把中式的鹹蝦膏塗於西方食品熱香餅上，由於中國的煎薄鐺與西方的熱香餅類似，當地人見此，嘲笑他們爲「鹹蝦撐」，意指其不中不西。